# 기관 감사 위원회
기관 감사 위원회 (institutional review board, IRB, IEC, ERB, REB)는 인간을 대상으로 하는 의학실험 및 행동연구에서 피실험자의 권리와 복지를 보호하기 위해 공식적으로 구성되는 위원회이다. 미국에서는 식품의약국(FDA)과 보건후생성(DHHS)에서 IRB가 연구 계획을 승인, 수정, 거부할 수 있는 권한을 부여한다. IRB는 과학, 윤리분야 등에서 인간을 대상으로 하는 연구에 대해 심의를 맡고 있다.

## 미국 법령
미국 IRB는 미국연방규정집(CFR) 45조(title) 46항(part)을 따른다. 이 규정은 IRB가 무엇인지 정의하고 지금은 보건사회복지부(HHS)로 바뀐 교육보건성(DHEW)의 직간접적인 지원을 받는 모든 연구에 대한 심의를 하도록 하는 것 등을 결의한 1974 국가연구법을 이행하게 한다. IRB는 HHS 산하 임상연구안전국(OHRP)의 규제를 받고 있다.
IRB는 20세기 초 임상피해사례에 대한 직접적인 대응 방편으로 발족되었다. 이러한 임상피해사례 중 악명 높은 두 사례가 2차 대전 이후 의사 재판에서 조명된 나치내과의사실험과 1932년부터 1972년 사이 미국 앨라배마 지방에 거주하는 흑인을 대상으로 미 공중위생국이 행한 터스키지매독연구이다.
CFR 21조 56항은 IRB에 신약개발국이 관여하는 신약임상실험 감독을 명하는 추가 조항을 명시하고 있다.

### 예외
IRB는 규정 내에서 운신의 폭이 자유로운데, 피실험자가 다음 범주에 한 가지 이상이라도 속할 경우 해당 연구 활동에 대해 IRB의 감독을 면제받을 수 있다.
1. 일반적인 교육활동 등 공인된 교육 환경에서 이행되는 연구.
  1. 정기교수전략과 특별교수전략에 관한 연구
  2. 효율적인 교수기법, 커리큘럼, 교실운영에 관한 비교연구.
2. 교육적 검사(인지검사, 진단검사, 태도검사, 성취도평가 등), 설문, 인터뷰, 혹은 공적 활동에 대한 관찰 등의 연구. 단 다음의 경우 면제 대상에 포함되지 않는다.
  1. 획득된 정보가 어떤 형태로든 기록으로 남아 직간접적으로 피실험자의 신원이 식별될 수 있는 경우
  2. 실험 외적인 피실험자의 반응에 대한 공개는 피실험자를 범죄 등의 위험에 노출되게 하거나 피실험자의 재산, 고용, 명성 등에 피해를 입힐 수 있다.
3. 교육적 검사(인지검사, 진단검사, 태도검사, 성취도평가 등), 설문, 인터뷰, 혹은 공적 활동에 대한 관찰 등의 연구에서 면제 대상에 포함되지 않는 경우라도 다음의 조건 하에서는 IRB의 감독을 면제 받을 수 있다.
  1. 피실험자가 당선되거나 지명된 공직자이거나 공직 후보자일 경우;
  2. 연방법은 예외 없이 연구 중 혹은 이후 개인식별정보에 대한 기밀 유지를 요구한다.
4. 수집된 자료나 기존 데이터, 문서, 기록, 병리학 표본, 진단 표본 등을 조사 대상으로 하는 연구. 단 일반 대중이 접근 가능한 자료여야 하며 피실험자가 직간접적으로 식별될 수 없도록 기록된 정보여야 한다.
5. 정부기관이 주도하거나 승인하는 연구와 시범사업. 또한 다음에 대한 평가, 조사를 위해 설계된 연구나 시범사업
  1. 공익, 공공 사업 평가
  2. 공익, 공공 사업 획득 과정 조사
  3. 위 사업에 대한 변화, 또는 대안 평가
  4. 위 사업의 방법, 자금 수준에 대한 변화, 또는 대안 평가.
6. 식품 시식 및 품평, 선호도에 대한 연구에서 (i)식품첨가물이 함유되지 않은 건강 식품이나 (ii)식품의약국이나 환경보호국 또는 농무부의 식품안전조사국의 승인을 받아 화학 첨가물의 수치가 충분히 낮은 것으로 판단될 경우

## 조직과 명칭
IRB가 FDA와 HHS에 의해 사용되는 일반적인 명칭임에도, IRB를 조직하는 집단은 이와 다른 명칭을 사용할 수 있다. 단 어떤 이름을 사용하든 FDA의 규제 대상이 되는 상품과 관련 연구는 FDA의 IRB 규제안을 따라야 한다.
원래, IRB는 학술기관과 의료기관 등 기관 내에서 윤리 문제 최소화를 위해 인간을 대상으로 하는 연구를 관찰하려는 모임이었다.
오늘날 IRB 역할은 IRB 업무를 통해 소득을 얻는 상업적 집단이 수행한다. 이들은 독립 IRB(independent IRB) 혹은 상업적 IRB(commercial IRB)라고 불린다. 이러한 IRB들은 검열 대상이 되는 학술 의료 기관과 독립적이어야 하며 종전의 IRB와 같은 행정적 규제를 받아야 한다. 이에 대한 FDA의 요구는 21 CFR 56.107.에 기록되어 있다.
(a)1 IRB는 최소 5명 이상으로 구성되어야 한다.
(a)2 구성원은 충분한 경험, 전문성, 연구가 윤리적이며 고지에 입각한 동의가 충분한 수준인지, 적절한 보호장치가 있는지에 대한 유효한 결정을 내릴 수 있을 정도의 포괄성을 지녀야 한다.
(a)3 만약 IRB가 상처입기 쉬운 집단을 포함하는 연구와 관련해 일하고 있다면, IRB는 이 그룹을 익히 알고 있는 구성원을 반드시 포함해야 한다. 따라서 IRB가 수감자를 대상으로 하는 연구를 실시할 때 수감자들을 대변하는 이를 포함시키는 것이 일반적이다.
(b)1IRB는 반드시 성별 때문에 선택된 것이 아닌 한 남자와 여자를 동시에 포함시켜야 한다.
(b)2IRB 모든 구성원이 같은 직종에 종사해서는 안된다.
(c)IRB는 최소 한 명의 과학자와 한 명의 비과학자를 포함해야 한다. 이러한 용어는 규제목록에 정의되어 있지 않다.
(d)IRB는 대상 기관과 관련되지 않은 사람 또는 대상 기관과 관련된 사람의 직계 가족이 아닌 사람을 한 명 이상 포함해야 한다.
(e)IRB 구성원은 검열 대상 프로젝트에 지지를 표명할 수 없다.
(f)IRB는 전문성과 다양성을 충족시키기 위한 논의에 조언자를 포함시킬 수 있다.
제안서에 투표하기 위해서는, IRB 구성원의 반 이상이 참석해야 하며 비과학자 구성원이 반드시 자리해야 한다. 신속함이 요구되는 사안에 대해서는 예외를 두어 IRB장이나 지명된 구성원 한 명의 판단을 따를 수 있으나 비교적 드문 경우이다.

## 목적과 효용
IRB는 주로 건강관련 분야와 인류학, 심리학, 사회학 등의 사회과학 분야에서 활용된다. 이러한 연구들은 대체로 신약, 새로운 고안물에 대한 임상실험이나 개인사회적 행동, 의견, 태도에 대한 연구, 혹은 어떻게 건강관리가 이루어지며 개선될 수 있는가에 대한 연구 등이다.
IRB의 목적은 선행된, 주기적 검토를 통해 인간대상연구에서 인간의 권리와 복지를 보호하기 위한 절차를 공고히 하는 것이다. 이러한 목적을 달성하기 위해, IRB는 연구 원안을 검토하고 관련 자료를 검토한다. 모든 IRB 원안 검토의 주요 목적은 연구와 연구 방법론의 윤리성을 평가하고, 피실험자로 선정되어 참여여부를 결정하려는 대상에 완전한 정보 제공을 통한 자발적인 참여를 권장하며, 프로젝트에 참여하게 된 피실험자의 안전을 극대화하기 위해서이다.

## 책임
ICP-GCP에 따르면 IRB/IEC는 피실험자의 권리, 안전, 복지를 보호해야 할 의무가 있다. 임신한 여성이나, 유아, 수감자, 노인 등 약자를 대상으로 하는 실험일 경우 세심한 주의가 요구된다. 인간 피험자 보호에 대한 주요 윤리원칙은 벨몬트 의정서에 요약되어 있으며 인간에 대한 존중, 선, 정의를 포함한다. IRB는 오직 고지에 입각한 동의 절차를 거친 경우, 피험자에 미칠 수 있는 위험이 사회에 대한 잠지적 효용과 균형이 맞을 경우, 피험자의 선정에서 위험과 효용을 볼 수 있는 대상의 분포가 공정할 경우에만 연구를 허가한다.
IRB/IEC는 반드시 다음의 서류를 제시해야 한다.
실험 원안/수정안, 고지에 입각한 동의서 형식과 실험에서 사용하기 위해 조사자가 실제로 사용한 동의서 형식, 피실험자 모집 절차(광고 등), 피실험자에게 제공된 서류 형태의 정보, 조사자의 팸플릿(IB), 안전 정보, 피실험자에게 제공된 보상에 대한 정보, 조사자의 이력서와 자격 증명 서류, 이 밖에 IRB/IEC가 책무 수행에 필요한 기타 자료.
IRB/IEC는 적절한 기한 내에 임상실험에 대해 검토하고 이에 대한 견해를 문서 형태로 제시해야 한다. 임상실험에 대해 정확하게 파악해야 하며,
허가/호의적임
허가/호의 이전에 수정이 필요함
불허/부정적임
허가/호의적 견해의 가능성이 전혀 없으며 재심의 여지가 없음
ICH-GCP에 따르면 IRB/IEC는 최근 약력과 IRB/IEC가 요구하는 다른 관련서류를 참고하여 실험에 대한 심의를 신청하는 연구자의 자질을 고려해야 한다.
ICH-GCP에 따르면 IRB/IEC는 적어도 1년에 한 번 이상, 피실험자에 대한 위험 수준을 고려하여 적절한 간격을 두고, 진행 중인 실험에 대한 지속적인 검토를 해야 한다.
IRB/IEC는 피실험자의 권리 보호에 의미 있는 정보라고 판단될 경우 IRB/IEC판단기준 4.8.10에 수록된 정보 이상의 것을 요구할 수 있다. 비치료적 실험이 피실험자의 법적 대리인의 동의 아래 진행될 경우 IRB/IEC는 제시된 원안과 기타 서류에서 적절하게 윤리적 우려를 다루고 있는지 이러한 실험에 대한 규제요건을 만족시키는지 판단해야 한다.
피실험자와 법적 대리인의 사전 동의가 불가능한 경우(4.8.15), 제시된 원안과 서류를 검토하여 관련 윤리 조항과 규정에 부합하는지 판단한다.(예/응급상황 등) IRB/IEC는 강제력이나 여타 영향력이 행사되었는지를 판단하기 위해 보상의 양과 방법을 검토한다. 보상은 피실험자의 참여 양에 비례하며 실험완료 여부에 전적으로 의존하지 않는다.
ICH GCP에 따르면 IRB/IEC는 보상 관련 정보(보상 방법, 보상의 양, 보상 일자 등)가 문서 형식의 동의서에 명시되어 있고 피실험자에게 전달되었는지 확인해야 한다. 일의 양에 비례하여 어느 정도의 보상이 이루어졌는지는 자세히 명기되어야 한다.

## 사회과학과 IRB의 문제
연방의 규제와 벨몬트 원칙이 생명과학과 사회과학에 작용하고 있지만 강제력 있는 규제, 규제의 기준에 해당하는 역사 속의 예시, 광범위한 문서 지침 등은 주로 생명과학연구에 초점이 맞추어져 있다.
IRB의 규제 요건이 사회과학연구와 맞지 않는다는 연구자들의 비판이 많다. IRB의 정통성에서부터 IRB에서 지칭하는 위험이라는 개념이 사회과학에 적용 가능한가, 그리고 참여자에게 문서 동의서를 받아야 한다는 조건 등이다. 이러한 비판은 기본적으로 IRB가 사회과학을 잘못 이해하며 규정에 유연성을 두는데 성공적이지 못하다는 것에 기반을 두고 있다. 사회과학자들은 다분히 생명과학 중심적인 IRB가 사회과학 방법론을 적절히 이해하고 있지 않다고 비판해왔다. 2003년 OHRP는 구술역사협회와 미국역사협회와 연합하여 구술역사를 다루는 일과 비정형화된 인터뷰, 일화 수집, 자유로운 언론 활동 등이 IRB의 규정대로 인간대상연구에 포함되는 것이 아니며 임상실험관련 규정을 따를 필요가 없다는 공식 성명을 냈다.
사회과학 측을 지지하는 다른 연방 기관은 이러한 부분에 대한 새로운 지침을 제시하려는 시도를 해왔다. 일반적으로, FAQ는 IRB에 피해를 줄이고 고지된 동의를 극대화 하되, 효용을 지니는 연구에 대해 관료적 제한을 최소화 하도록 요구하고 있다.

## 인용
Thaddeus Mason Pope, "Multi-Institutional Healthcare Ethics Committees: The Procedurally Fair Internal Dispute Resolution Mechanism," 31 Campbell Law Review 257-331 (2009).

## 같이 보기
- 임상시험
- 헬싱키 선언
- 사전동의
- 미국의 비윤리적 인체 실험